# Vogelbolzen
Der Vogelbolzen, oft auch nur Bolzen, ist in der Heraldik eine wenig verwendete Wappenfigur.

## Beschreibung
Dargestellt wird ein Armbrustpfeil mit flacher oder eingebogener Spitze und einem geflitschten Pfeilschwanz. Die Wappenfigur ähneln mehr einem Bolzen als einem Pfeil. Alle heraldische Tinkturen sind möglich und es können auch mehrere gleiche Figuren im Schild oder Oberwappen sein.
Die Lage im Wappenschild ist bei der Wappenbeschreibung zu melden, da die wenigen Wappen keine Grundstellung erkennen lassen.
Beispiel: Wappenbeschreibung Herzenkraft: In Rot ein pfahlweis gestellter goldener, Gold und Silber befiederter Vogelbolzen, beseitet von zwei silbernen Sternen. Auf roten Flug als Helmzier wiederholt. Decken weiß-rot.
Im Rahmen des behördlich gepflegten Wappenwesens (Heroldsamt) des Commonwealth erfolgte im Namen des Generalgouverneurs von Kanada zu Westmount, Quebec, im „Public Register of Arms, Flags, and Badges of Canada“ die Registrierung des Wappens für die Nachkommen des Richard Ernest Bolton am 28. Juni 1994, Band II, S. 339. Die Bekanntmachung des Letters patent erfolgte am 3. Dezember 1994 in Band 128, Seite 4584 der Canada Gazette. Das Wappen wurde ursprünglich im College of Arms, London, England, am 5. Oktober 1920 eingetragen. Das redende Wappen zeigt oben im goldenen Schildhaupt einen schwarzen „bird bolt“ (Vogelbolzen). In der Helmzier trägt ein Falke einen Vogelbolzen im Schnabel. Zu Montréal, Quebec, fand die Registrierung (ohne Beizeichen eines Sohnes) auf William Ernest Bolton statt, am 20. Januar 2017.
Für Bruce Douglas Bolton fand im Namen des Generalgouverneurs von Kanada die Registrierung folgenden Wappens statt: zu Montreal, Quebec, Grant of Arms, Flag and Badge, am 15. Dezember 2003, Band IV, S. 339: Im blauen Schild ein aufwärts gerichtet stehender silberner Vogelbolzen („bird bolt“), zwischen zwei ebenso stehenden goldenen Schüsseln, die Bärte auswärts gerichtet. Der Vogelbolzen steht dabei für den Familiennamen, die Schlüssel für die ausgeübte Tätigkeit als Museumsdirektor des Wappenführenden.
Beispielwappen:

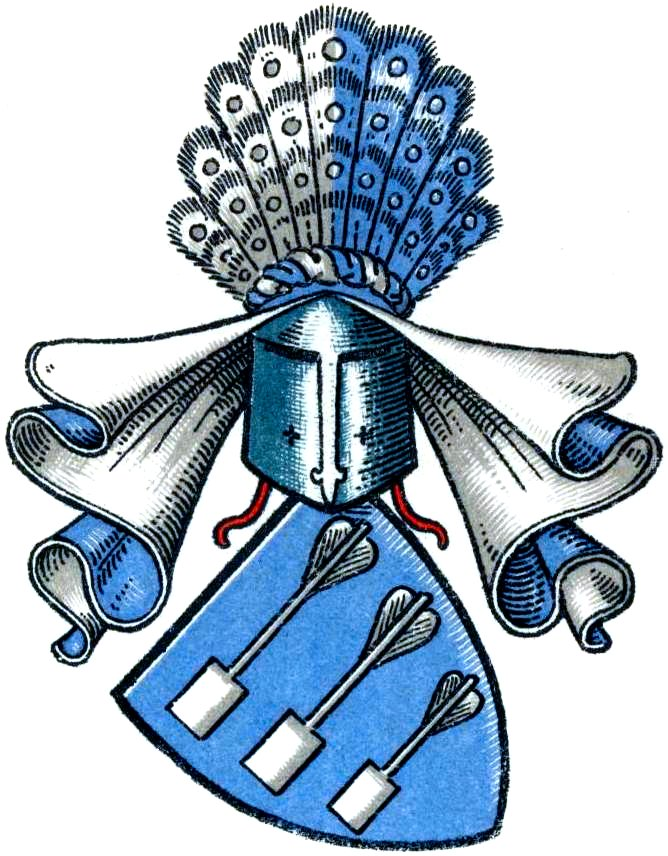
Wappen derer von Boltz
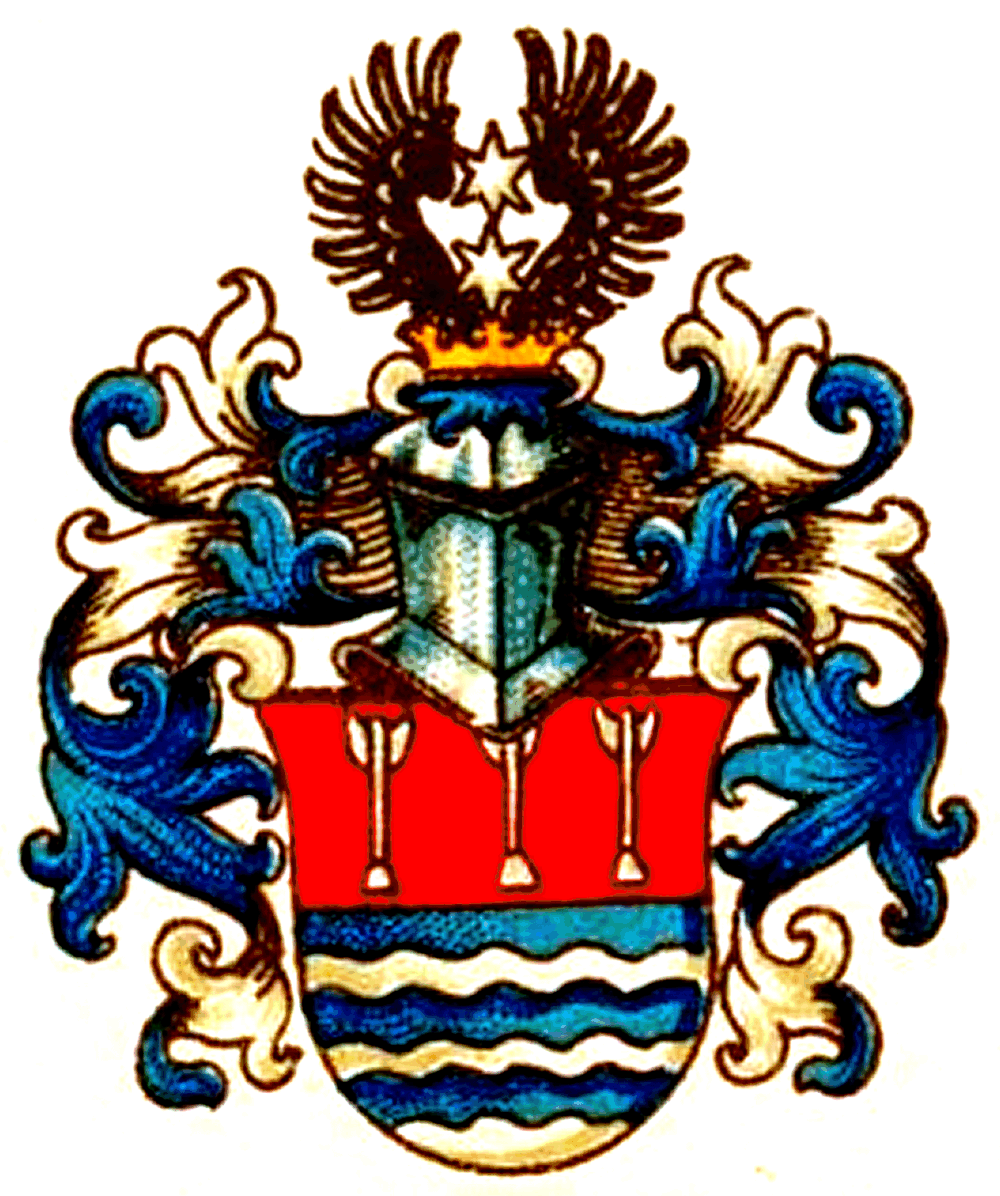
Wappen derer von Boltenstern
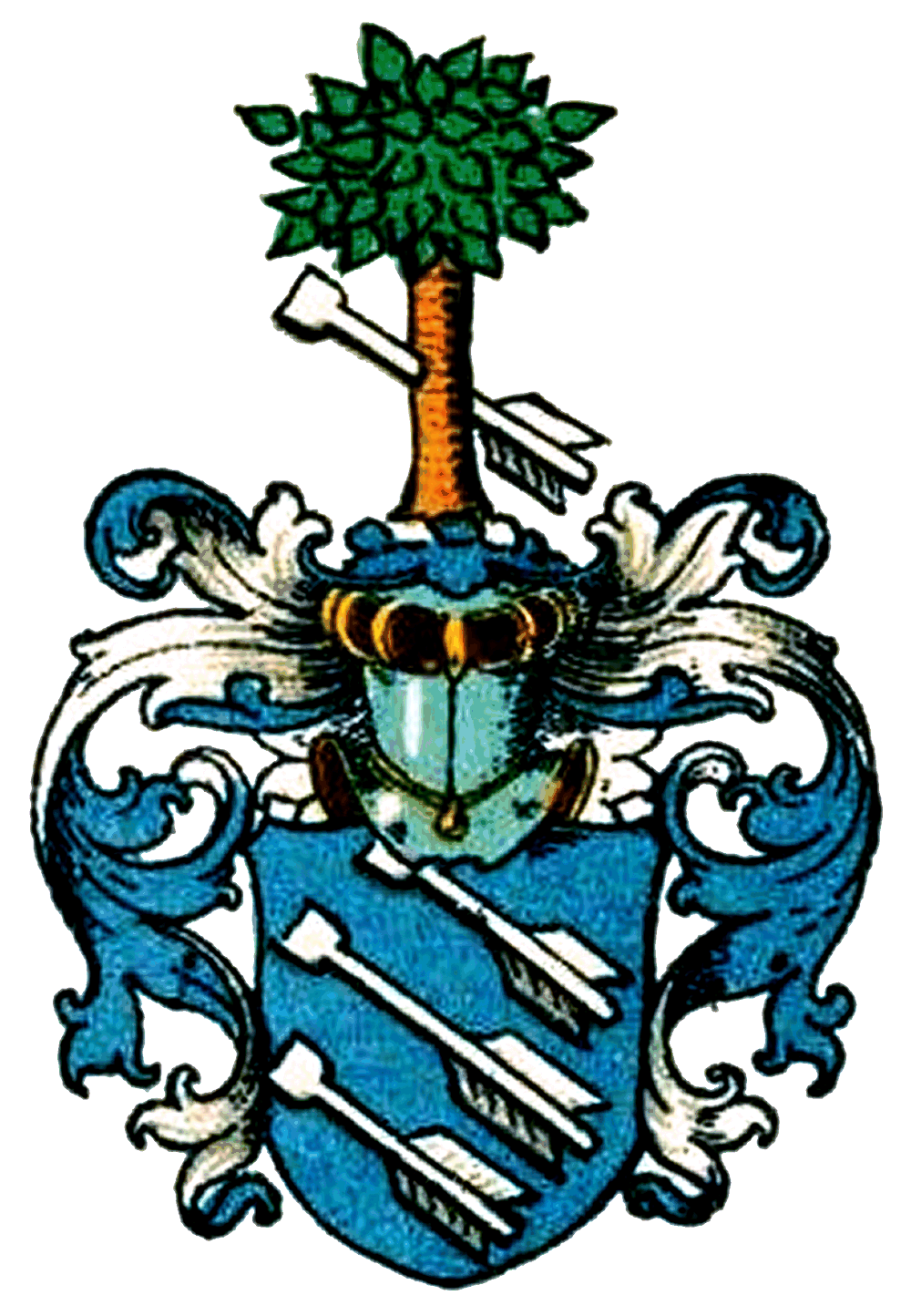
Wappen derer von Schierstedt
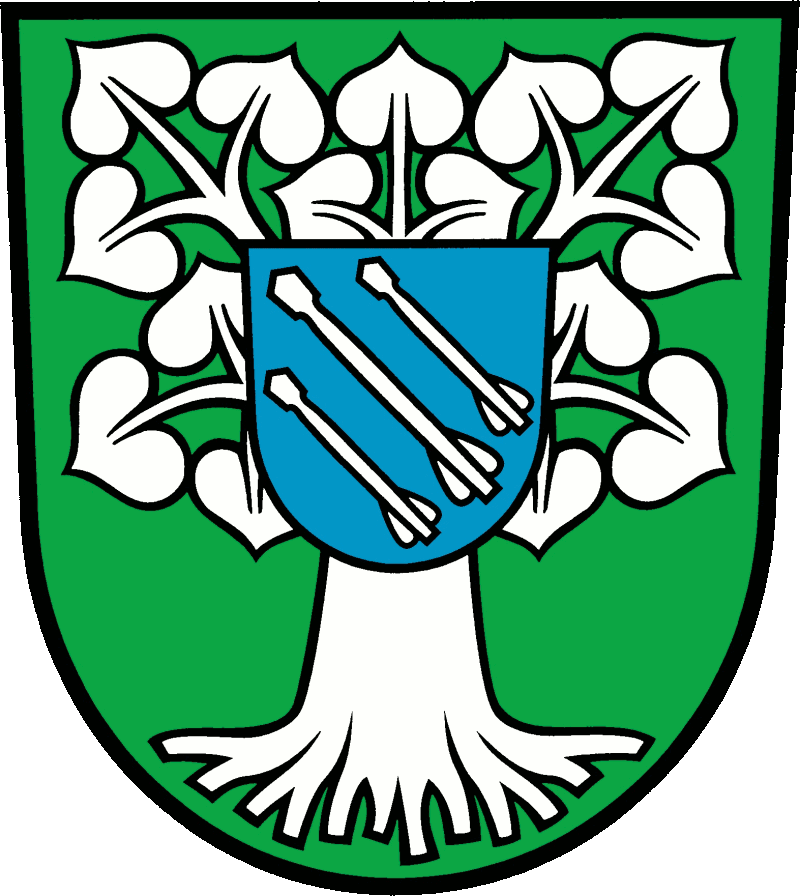
Görzke
Dobromierz
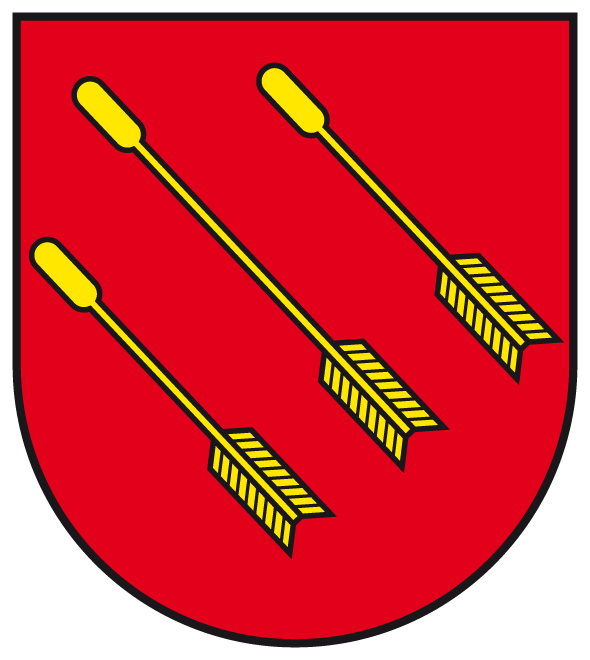
Bolzum
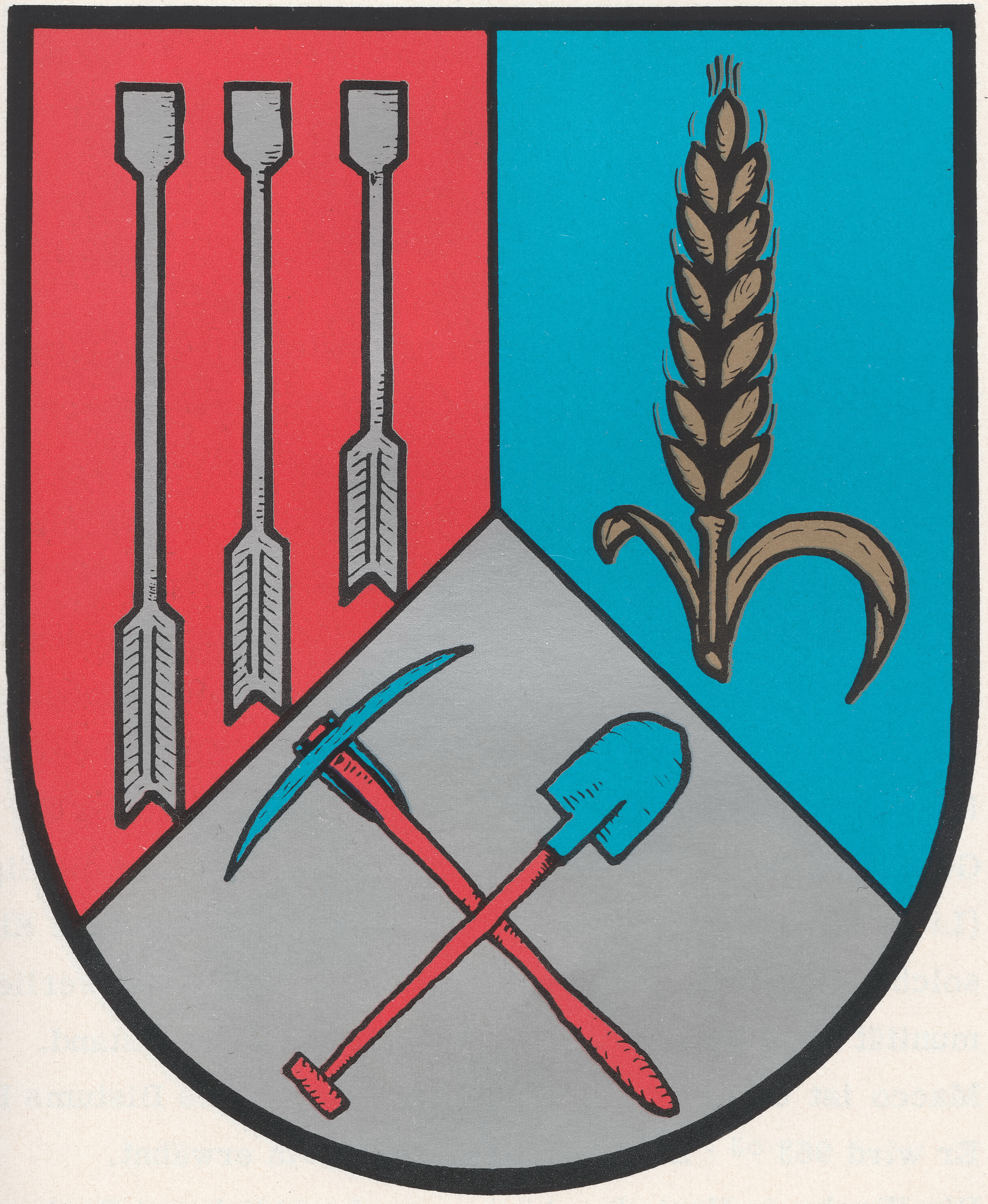
Ummeln (Algermissen)
Polnische Wappengemeinschaft Bolc (alternativ Bełty, Bełcz)